# Привид у комп'ютері (Цілком таємно)

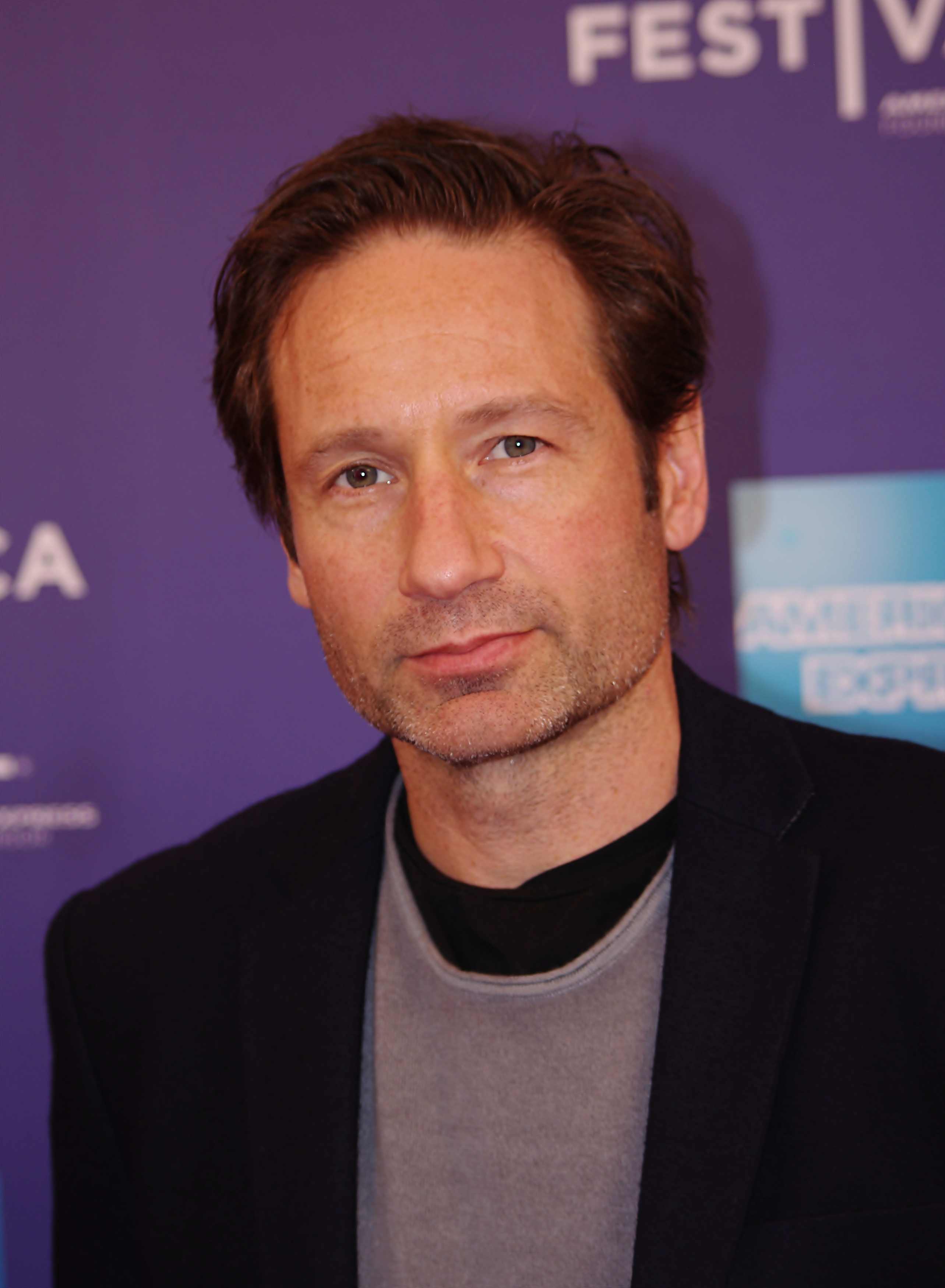

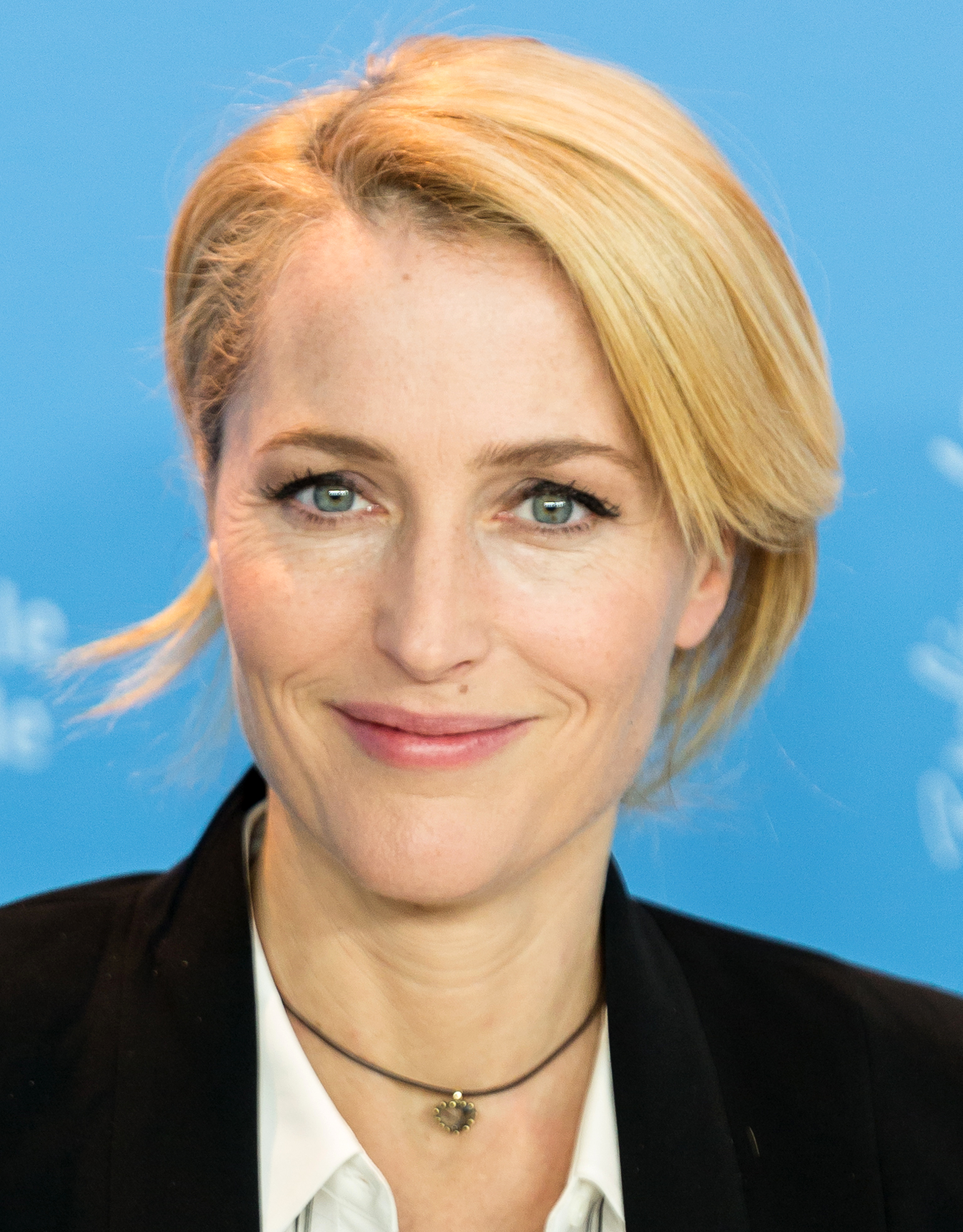

Привид у комп'ютері — сьома частина першого сезону серіалу «Цілком таємно» («Секретні матеріали»).

## Короткий зміст
В Крістал-сіті, що у штаті Вірджинія, керуючий компанії «Евріско» Бенджамін Дрейк гине від потужного електричного розряду, якого зазнає при спробі відімкнути двері, що його заблокували у приміщенні. В тому ж часі з комп'ютера Дрейка видаляється файл із його промовою, підготованою для ради директорів — Бенджамін мав намір наполягати на закритті збиткового організації проєкту «ЦОС» (Центральна Операційна Система) — комп'ютерної системи, керуючої всіма процесами в штаб-квартирі компанії.
Фокса Малдера запрошує допомогти його колишній колега, агент Джеррі Ламана — працювали раніше у відділі розслідувань злочинів із насиллям. З допомогою Малдера Ламана сподівається повернутися до справжньої діяльності агента з випробувальних робіт. Агенти дізнаються від інженера штаб-квартири «Евріско» Пітерсона, що для здійснення такого злочину імовірний злочинець мав би проникнути в ЦОС — для отримання доступу до механізмів будови. Пітерсон вважає, що єдиним, хто б міг здійснити злом системи, є її творець Бред Вілчек, а у нього були напружені відносини з Дрейком. Намагаючись постати в кращому світлі перед керівництвом, Ламана викрадає розроблений Малдером психологічний портрет підозрюваного та видає за свою роботу.
Агенти Малдер та Скаллі проводять допит Вілчека у нього вдома, Бред відмовляється визнати причетність до убивства Дрейка. Згодом, проаналізувавши тембри в останньому дзвінку до Дрейка та голос Вілчека, Дейна вказує на їхню однаковість, це її утверджує в думці про його причетність до вбивства. Скаллі вважає, що вхідний дзвінок перед вбивством Дрейка здійснив саме Вілчек. Агент Ламана починає стежити за домівкою Вілчека. Бред Вілчек намагається з домашньої мережі увійти в ЦОС, це йому не вдається, і він поспішає до штаб-квартири. У будові «Евріско» Вілчеку це також не вдається, він бачить на відеокамерах, як гине у ліфті Ламана — кабіна падає з 29-го поверху.
Малдер призначає зустріч Глибокій глотці, від якого дізнається, що Вілчек працював над таємним проєктом створення штучного інтелекту. Тим часом Вілчека арештували, і він визнає свою вину у двох убивствах. Однак Малдер не вважає це правдою, у камері Вілчек зізнається, що Дрейк погрожував закрити проєкт інтелектуальної комп'ютерної системи, тому ЦОС його ліквідувала в самозахисті. Дещо пізніше Малдер проносить в камеру ноутбук та переконує Вілчека написати комп'ютерний вірус для знищення ЦОС.
Отримавши вірус, агенти проникають в будову «Евріско», долаючи перешкоди, які створює їм комп'ютерна система. Подолавши сходами 29 поверхів, Малдер перевіряє дверний механізм безпечним інструментом — проскакує сильний електричний розряд. Скаллі проповзає вентиляційною системою, намагаючись відчинити двері зсередини. У вентиляційній системі змінюється сила потоку повітря, яка зносить Скаллі і мало не кидає на вентилятор; механізм вентилятора Дейна ліквідує пострілами з пістолета. Несподівано двері комп'ютерної зали перед Малдером відчиняються, в приміщенні перебуває інженер Пітерсон. Після кількох спроб Малдеру вдається під'єднатися до комп'ютера, однак Пітерсон, погрожуючи зброєю, примушує йому віддати дискету з вірусом. Пітерсон насправді є агентом Міністерства оборони США, котре вельми зацікавлене системою ЦОС. В цьому часі Скаллі все-ж дістається до комп'ютерної та примусом зброї Пітерсон віддає дискету Малдеру. Вірусом система виводиться з ладу.
При наступній зустрічі Глибока Горлянка повідомляє Малдеру, що військові тримають Вілчека у втаємниченому місці та намагаються примусити працювати, шантажуючи написаним ним зізнанням про убивства Дрейка та Ламана. Малдер запитує, чи справився вірус із ЦОС, Глибока глотка повідомляє, що система знищена цілком, знавці з міністерства оборони не змогли її відновити. Тим часом в будові «Евріско» Пітерсон намагається оновити роботу системи, однак дістає наказ через 6 годин її ліквідувати та всі обломки знищити.
Він не бачить, що система включається та отримує доступ до механізмів будови.

## Знімались
| Актор             | Роль             |
| ----------------- | ---------------- |
| Девід Духовни     | Фокс Малдер      |
| Джилліан Андерсон | Дейна Скаллі     |
| Джеррі Гардін     | Глибока Горлянка |
| Вейн Дюваль       | Джеррі Ламана    |
| Блу Манкума       | Пітерсон         |
| Том Батл          | Бенджамін Дрейк  |
| Джилліан Барбер   | Джейн Спіллер    |

## Принагідно
- Ghost in the Machine
- Ghost in the Machine